# Lieja-Bastoña-Lieja 1968
La Lieja-Bastogne-Lieja 1968 fue la 54.ª edición de la clásica ciclista Lieja-Bastoña-Lieja. La carrera se disputó el domingo 28 de abril de 1968, sobre un recorrido de 268 km. El vencedor final fue el belga Valère Van Sweevelt (Smisths) que consiguió el triunfo imponiéndose al sprint al también belga Walter Godefroot (Flandria-De Clerck-Krüger) y al francés Raymond Poulidor (Fagor-Mercier-Hutchinson) segundo y tercero respectivamente. 

## Clasificación final
| Posición | Ciclista            | Equipo                    | Tiempo   |
| -------- | ------------------- | ------------------------- | -------- |
| 1        | Valère Van Sweevelt | Smiths                    | 7h02'00" |
| 2        | Walter Godefroot    | Flandria-De Clerck-Krüger | s.t.     |
| 3        | Raymond Poulidor    | Fagor-Mercier-Hutchinson  | s.t.     |
| 4        | Jacques Anquetil    | Bic                       | s.t.     |
| 5        | Herman Van Springel | Dr. Mann-Grundig          | s.t.     |
| 6        | Wim Schepers        | Caballero                 | s.t.     |
| 7        | Roger Pingeon       | Peugeot-Michelin-BP       | s.t.     |
| 8        | Bernard Guyot       | Pelforth-Sauvage-Lejeune  | s.t.     |
| 9        | Willy Van Neste     | Bic                       | s.t.     |
| 10       | Barry Hoban         | Mercier-Hutchinson-BP     | a 1'45"  |